# 篠咲結衣
篠咲 結衣（しのざき ゆい、8月13日 - ）は、日本の歌手、声優、ヘアメイクアーティスト、レコーディングエンジニア、作詞家、作曲家、編曲家、振付師、ボイストレーナー
。公式ファンクラブは「ゆいにゃんふぁみりー」。

## 概要
東京都内を中心に活動する日本の女性シンガーソングライター。歌手活動を行う傍ら、
声優、ヘアメイクアーティスト、レコーディングエンジニア、振付師、ボイストレーナー等も行い、多種多様な分野で活動しているマルチなアーティストとして知られる。また、作詞家、作曲家、編曲家としても活動しており、様々なアーティスト楽曲提供、編曲担当等行なっている。
2012年9月、1st Single『言葉をずっと探してる』をリリースする。2019年1月には、2nd Single『Over the SKY』をリリース。この2nd Single『Over the SKY』はカラオケJOYSOUNDにて、配信も開始される。2019年8月には、3rd Single『ENDLESS GAME』をリリース。続けてこの3rd Single 『ENDLESS GAME』は2019年9月に、配信という形でもリリースされ、全国に配信される。

## ディスコグラフィ

### CDシングル
- 『言葉をずっと探してる』 （2012年9月)
- 『Over the SKY』　（2019年1月）
- 『ENDLESS GAME』（2019年8月）
- 『天空のヴァルハラ』（2020年1月）
- 『異世界戦姫』（2020年3月）
- 『偽りのアリス』（2020年6月）

### 配信
- 『ENDLESS GAME』　（2019年9月）